# 新元古代
新元古代（英語：Neoproterozoic，符号NP）是地球地质历史中元古宙下分的三个代中的最后一个，也是前寒武纪最后一个代。新元古代分为拉伸纪、成冰纪、埃迪卡拉纪三个纪，始于同位素年龄10亿年前（1000 Mya），结束于5.42亿年前（542±0.3 Mya）的埃迪卡拉纪末大灭绝，上承中元古代，下启显生宙的古生代。
新元古代是多细胞生物演化的关键时期，“无聊十亿年”在其早期结束，藻类继续繁盛并彻底取代蓝绿菌成为地球主要的光合作用者，以原始海绵为代表的具有明显细胞分化的早期复杂动物开始出现，并发生了生命史上已知最早的演化辐射事件——阿瓦隆大爆发。动物界下五大总纲中的三个——多孔动物、刺胞动物和两侧对称动物也都最早出现在新元古代。
地球历史上第二次全球范围的大冰期——历时近一亿年的“雪球地球”事件，发生于新元古代中期的成冰纪。